# 邓绍勤
邓绍勤（1946年10月—），生于黑龙江绥阳，祖籍河北献县，中华人民共和国政治人物、外交官。

## 生平
1969年，毕业于北京外国语学院亚非语系。1973年，进入外交部。1998年，任中华人民共和国驻苏丹大使。2002年，接替赵学昌担任中华人民共和国驻阿曼大使。2006年，由潘伟芳接任。